# Lytrophila phaulopa
Lytrophila phaulopa är en fjärilsart som beskrevs av Edward Meyrick 1921. Lytrophila phaulopa ingår i släktet Lytrophila och familjen säckspinnare. Inga underarter finns listade i Catalogue of Life.